# Trädboaormar
Trädboaormarna (Corallus) är ett släkte av icke giftiga ormar i familjen boaormar. De hittas i Centralamerika, Sydamerika och Västindien.

## Beskrivning
Arterna i detta släkte är långa, slanka ormar som tillbringar större delen av sina liv i trädtopparna. De är nattaktiva och har stora huvuden tydligt skilda från halsen. Ögonen är ganska stora i förhållande till huvudet, detta är dock inte lika tydligt i större arter, som Smaragdboan. Tänderna är långa och vinklade bakåt för att lättare kunna fånga och hålla kvar födan, som till största del består av fåglar. Arter i detta släkte har likt pytonormarna värmekänsliga gropar placerade på deras labialfjäll (över- samt underläpp).
Förutom fåglar jagas ödlor och däggdjur. Honor lägger inga ägg utan föder levande ungar.

## Fångenskap
Både Amazonas trädboa (C. hortulanus) och Smaragdboan (C. caninus) är ganska populära ormar att hålla i terrarium. De ställer ganska stora krav på klimatet i terrariet och på ägarens kunskap om arterna i sig och riktar sig därmed mot den lite mer erfarne ormägaren.

## Taxonomi
Arter enligt ITIS:
- Ringad boa (C. annulatus)
- Smaragdboa (C. caninus)
- Cooks trädboa (C. cookii)
- Cropans trädboa (C. cropanii), är mycket sällsynt, fram till 2015 var endast tre exemplar kända[1]
- C. grenadensis
- Amazonas trädboa (C. hortulanus)
- C. ruschenbergerii

The Reptile Database listar ytterligare två arter.
- Corallus batesii
- Corallus blombergi